# Diprosopus

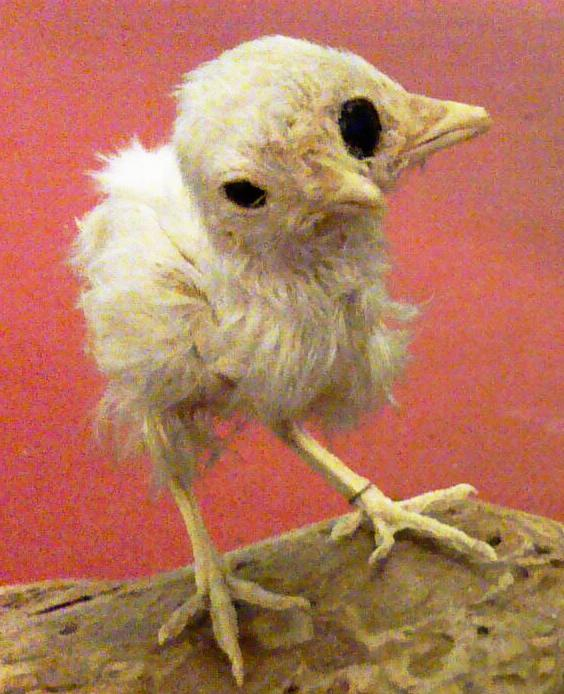
Een kuiken met twee snavels en drie ogen

Diprosopus (Oudgrieks: διπρόσωπος, met twee gezichten, van δι- (di-), twee en πρόσωπον, (prósopon), gezicht, persoon) is een zeer zeldzame, ernstige, aangeboren afwijking waarbij delen van het gezicht, of het gehele gezicht, meer voorkomen aan het hoofd dan normaal. De aandoening zou ontstaan door abnormale activiteit van de proteïne SHH (sonic hedgehog, de naam van deze proteïne is afkomstig van Sonic the Hedgehog).
Diprosopus komt voornamelijk voor in combinatie met andere afwijkingen zoals anencefalie, spina bifida en hartafwijkingen.
De aandoening doet zich zowel bij mensen als bij dieren voor. De kans op overleving is erg klein, maar overleven is niet onmogelijk zoals blijkt uit het varken Ditto dat volwassen werd. Uiteindelijk stierf het varken door verstikking. Ook bij katten komt de aandoening, zij het sporadisch, voor. Men spreekt van een "januskat".
Ook bij mensen komt de aandoening voor, maar meestal sterven baby's met deze aandoening al na enkele uren. In mei 2014 werd in Australië een dergelijke baby geboren.